# ابرمانسدورف
ابرمانسدورف (به آلمانی: Ebermannsdorf) یک شهر در آلمان است که در امبرگ-سولزباخ واقع شده‌است. ابرمانسدورف ۲٬۴۹۸ نفر جمعیت دارد.